# حكم (منطق)
الحكم إسناد أمر إلى آخر إيجابا أو سلبا. فخرج بهذا ما ليس بحكم، كالنسبة التقييدية.